# Granträsket (Piteå)
Granträsket, groot moerasmeer, is een meer in Zweden, in de gemeente Piteå. De rivier Svensbyån, die hier Sägån wordt genoemd, stroomt door het meer en gehucht Granträskmark ligt aan het meer.